# 김태한 (배우)
김태한(1979년 3월 29일 ~ )은 대한민국의 배우이다. 누나는 김지영으로 연예계의 대표적인 남매 배우이다.

## 학력
- 휘문고등학교 졸업
- 한국예술종합학교 연기학과 졸업

## 배우 활동
뮤지컬 《김종욱 찾기》, 《사랑은 비를 타고》에 출연하며 이름을 알렸다. 2017년 영화 《7호실》에 김지영과 함께 카메오 출연하였다.

## 연기 활동

### 드라마
- 1996년 ~ 1997년 KBS2 청소년드라마 《스타트》 ... 홍도현 역
- 2012년 SBS 월화드라마 《신의》 ... 안재 역
- 2015년 MBC 아침드라마 《이브의 사랑》 ... 홍상수 역
- 2015년 MBC 일일연속극 《위대한 조강지처》
- 2015년 KBS2 단막극 《KBS 드라마 스페셜 - 라이브 쇼크》 ... 금요토론 담당 PD 역
- 2016년 tvN 월화드라마 《피리부는 사나이》
- 2019년 KBS2 월화드라마 《동네변호사 조들호 2: 죄와 벌》
- 2019년 MBC 일일연속극 《모두 다 쿵따리》
- 2019년 KBS2 월화드라마 《조선로코-녹두전》
- 2021년 KBS1 대하드라마 《태종 이방원》 ... 민무구 역
- 2023년 KBS2 대하드라마 《고려 거란 전쟁》 ... 노전 역

### 뮤지컬
- 2007년 《김종욱 찾기》 ... 김종욱 & 첫사랑 역
- 2010년 《카페인》 ... 강지민 역
- 2011년 《사랑은 비를 타고》 ... 동생 동현 역
- 2011년 《겨울연가》 ... 준상 역
- 2012년 《커피프린스 1호점》 ... 한결 역
- 2012년 《김종욱 찾기》 ... 김종욱 & 첫사랑을 찾아주는 남자 역
- 2012년 《내 인생의 특종》 ... 이용기 역
- 2013년 《에릭사티》 ... 정배 역
- 2013년 《쩨쩨한 로맨스》 ... 태한 역
- 2014년 《이바노프》 ... 리보프 역

### 영화
- 2017년 《7호실》 ... 가로수길 남 역(우정출연)
- 2017년 《강철비》 ... 김 과장 역